# Cuisine des Ouïghours

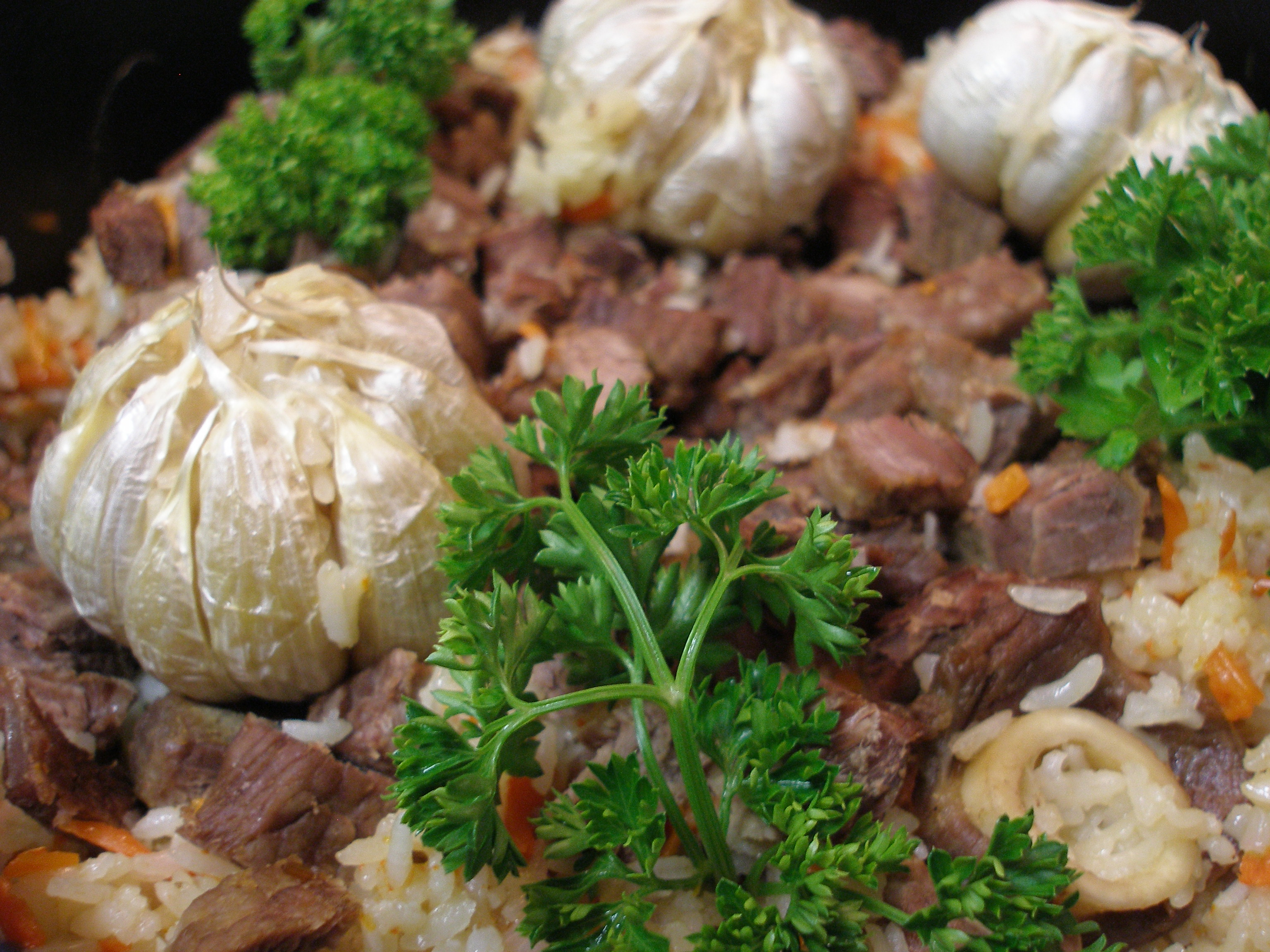
Polu ouighour (پولۇ, полу).

La cuisine ouïghoure (en ouïghour : ئۇيغۇر تائاملىرى, Uyghur Taamliri, Уйғур Таамлири, en chinois : 維吾爾菜 ; pinyin : wéiwú'ěr cài) est l'une des principales cuisines du Xinjiang (en chinois : 新疆菜 ; pinyin : xīnjiāng cài), région autonome du nord-ouest de la Chine. La cuisine ouïghoure en est l'une de ses cuisines régionales dont les aliments caractéristiques sont la viande de mouton rôtie, les kebabs, le poisson rôti et le riz. La population étant principalement musulmane, la nourriture est souvent halal.
Les habitants venus du Xinjiang ouvrent souvent des restaurants ou stands de nourriture dans les autres régions, aussi, cette cuisine est présente dans toute la Chine. Par exemple, la chaîne de restauration Herembagh (en ouïghour : ھەرەمباغ, Һәрәмбағ ; chinois : 海爾巴格 ; pinyin : hǎi'ěr bā gé) sert une cuisine ouïghoure,.

## Ouïghours au Xinjiang
Au Xinjiang, les méthodes de cuisine et d'alimentation diffèrent selon le groupe ethnique. Ainsi, les Han du Xinjiang utilisent des baguettes, alors que les Kazakhs mangent avec leurs mains. Les Kirghizes et Mongols oïrats (kalmouks) consomment des boissons alcoolisés à base de lait de jument (koumis (ou aïrag en mongol)) et les Sibe, des entrailles de mouton. Les plats typiques des Dongxiang sont servis dans les restaurants de cuisine Xinjiang. Il s'agit souvent de nouilles bouillies dans une soupe de mouton épaisse et de petits pains torsadés cuits à la vapeur.
Les Ouïghours formant une grande partie de la population du Xinjiang, leur cuisine domine la région. Elle se caractérise par les viandes de mouton, de bœuf, de chameau de bactriane, de poulet, d' oie, les carottes, les tomates, les oignons, les poivrons, les aubergines, le céleri, divers produits laitiers et fruits. Un petit-déjeuner de style ouïghour est composé de thé avec du pain maison, du smetana, des olives, du miel, des raisins secs et des amandes . Avant que les plats principaux ne soient prêts, les Ouïghours offrent aux invités du thé, du naan, et des fruits. Depuis le 19e siècle, les Ouïghours se servent de baguettes, pratique issue de la tradition han.

## Plats principaux

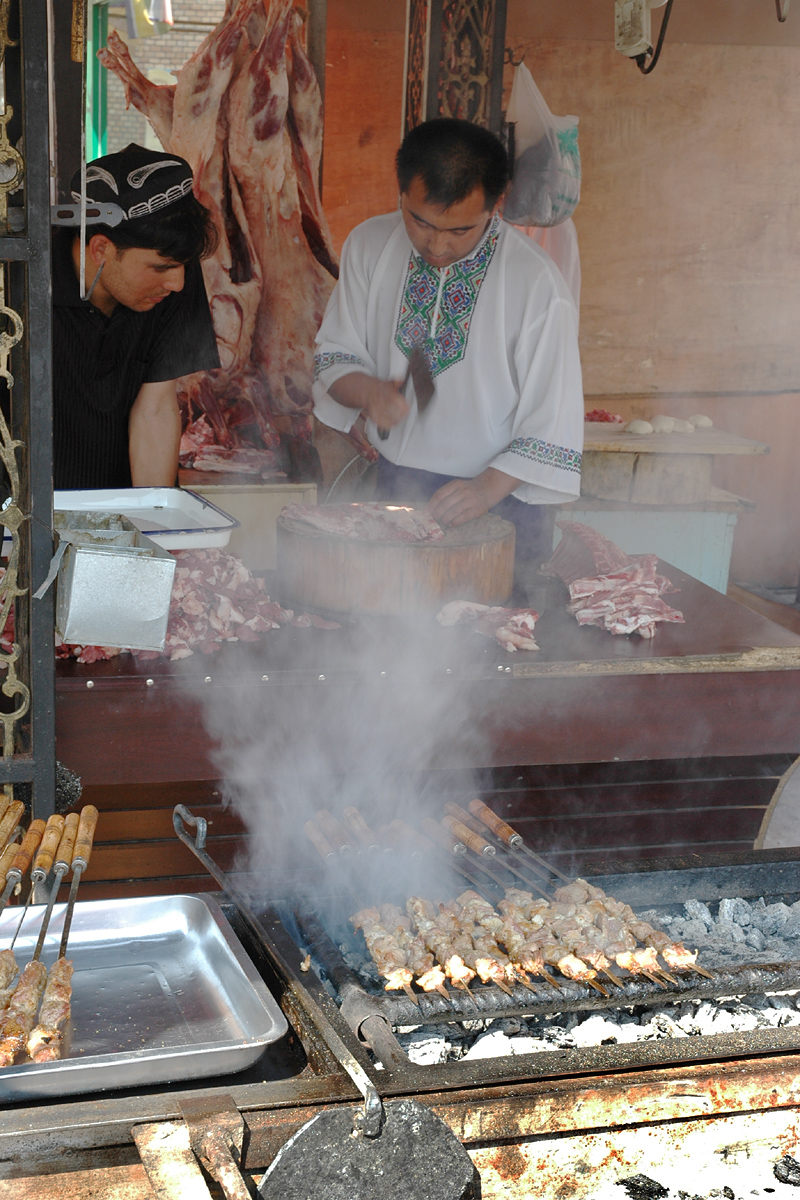
Kawaplar, brochettes d'agneau.

Les Ouïghours partagent leurs traditions culinaires avec d'autres ethnies voisines, l'influence chinoise han est donc ressentie dans leur nourriture. Par exemple, les Hans introduisent des légumes, comme le reflètent les emprunts ouïghours comme le xuangga (黄瓜, huángguā, « concombre ») et chäyza (茄子, qiézi, « aubergine »). Les repas prestigieux lors d'événements de la vie urbaine ouïghoure, tels que les banquets de mariage, comprennent généralement des plats cuisinés à l'aide de techniques han comme le so säy (de 炒菜, chǎocài, « sautés »). À Ürümqi, les coutumes chinoises en matière de gastronomie sont respectées : un repas commence par liang säy (凉菜, liángcài, « plats froids ») et issiq säy (热菜, rècài, « plats chauds »).

### Nouilles
Le laghman, plat de nouilles ouïghour répandu (لەڭمەن , ләғмән ,; Shou La Mian ,手拉麵-p=shǒu lāmiàn, ouïghour : شِوْ لامِيًا), provient certainement du lamien chinois. Étymologiquement, les mots commençant par un L ne sont pas issus du turc,,, "läghmän" peut donc être un emprunt du chinois,,. Cependant, le goût et la méthode de préparation des leghmen sont typiquement ouïghours. C'est un type spécial de nouilles artisanales, faites de farine, d'eau et de sel. La pâte est divisée en petites boules puis étirée à la main.

### Riz
Le polu, autre plat typique (پولۇ , полу ; 抓飯, zhuāfàn ; جُوَ فًا), est consommé dans toute l'Asie centrale. Dans une version du polu ouïghour, les carottes et la viande de mouton (ou de poulet) sont d'abord frites dans de l'huile avec de l'oignon, puis du riz et de l'eau sont ajoutés et le plat entier est cuit à la vapeur. Raisins secs et abricots secs peuvent également être ajoutés.

### Pains

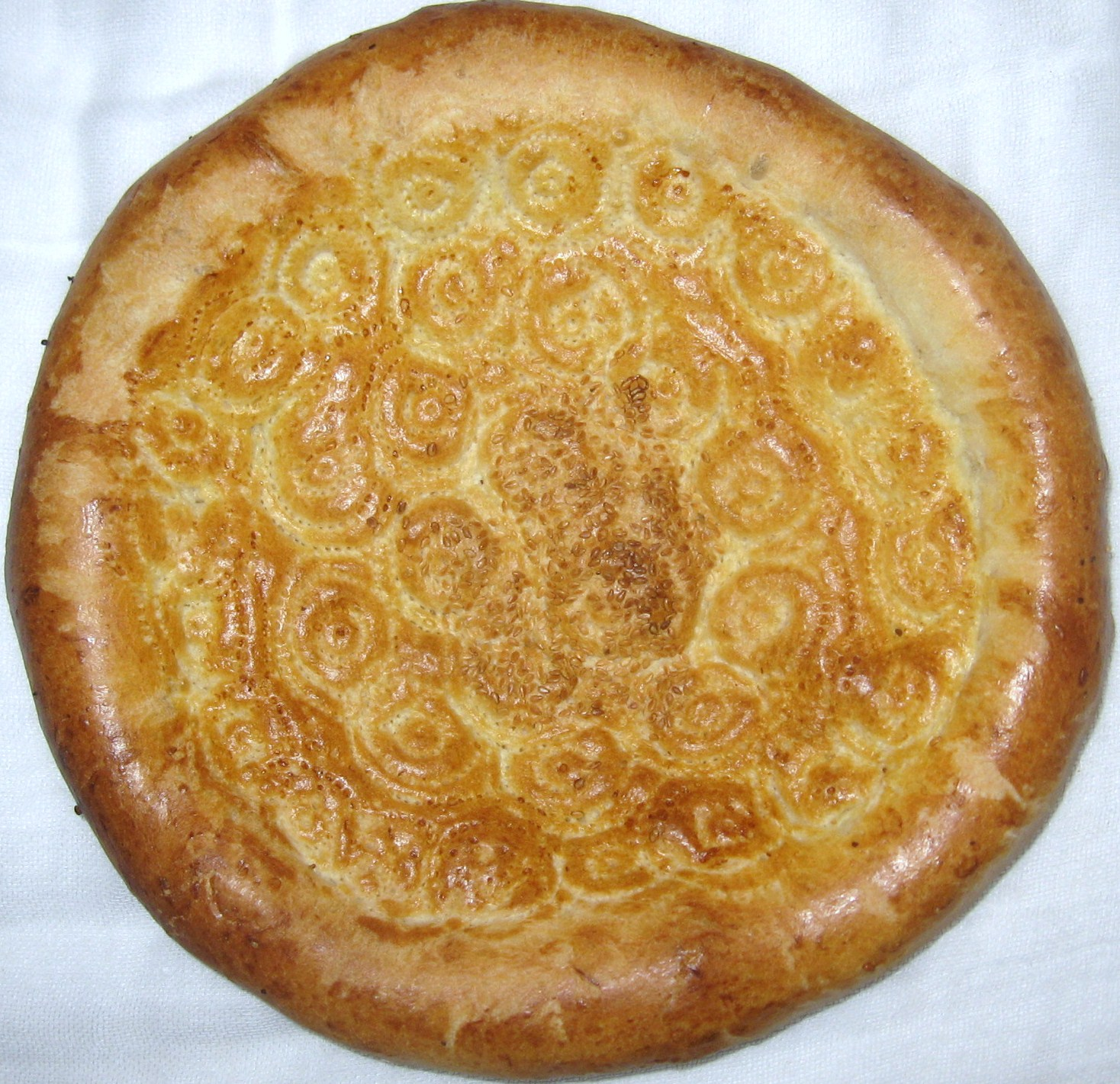
Nan, pain au cumin des Ouïghours et de différentes autres peuples du Xinjiang.

Le pain d'Asie centrale est plat et cuit au tandoor, connu sous le nom de naan ou nan (نان , нан, nan ; 饢, náng (نْا), il contient du cumin dans sa version ouïghour, consommé avec des graines de sésame, du beurre, du lait, de l'huile végétale, du sel et du sucre . Le Girde (Гирде) est également populaire; c'est un pain de type bagel avec une croûte dure et croustillante. Les Sangza ( ساڭزا , Саңза ;馓子, sǎnzi, صًا ذِ) sont des torsades croustillantes de pâte de farine de blé frite, spécialité des fêtes. Les Samsa ( سامسا  , Самса ; كَوْ بَوْ ذِ, littéralement: petits pains cuits au four) sont des tartes à l'agneau cuites au four à l'aide d'un four à briques spécial. Le Yutaza ( يۇتازا , Ютаза ;油塔子, yóutiáozi, يِوْتِيَوْ ذِ) est un  pain multicouche cuit à la vapeur. Les Göshnan ( گۆشنان , Гөшнан ;饢包肉, náng bāo ròu, نْا بَوْ ژِوْ) sont des tartes à l'agneau grillées à la poêle. Les Pamirdin sont des tartes cuites au four contenant de l'agneau, des carottes et de l'ognon. La Shorpa est une soupe d'agneau ( شورپا , Шорпа ;羊汤, yáng tāng, يْا تْا).

### Viande
La viande d'agneau et de poulet est notamment consommée en soupe. Les brochettes d'agneau ou de bœuf venu de la cuisine ouïghour, Kawaplar (ouïghour : كاۋاپلار, каваплар), accompagnées de chili, de sel, de poivre noir et de cumin, sont devenues un plat commun à l'ensemble de la cuisine chinoise, pour sa part non végétalienne.
Le dapanji (大盤雞, dàpánjī, دَاپًا کِ, chong texse toxu qorumis, чоң тәхсә тоху қорумиси), qui se traduit littéralement par «poulet à grande assiette», n'est pas d'origine ouïghoure. C'est un ragoût de poulet chaud épicé servi sur une grande assiette. Des nouilles fabriquées à la main sont ajoutées à la sauce, après consommation de la viande. Ce plat devient populaire dans les années 1990. Il est peut-être inventé à Shawan, dans le nord du Xinjiang, par un migrant du Sichuan, qui mélangeait des piments forts avec du poulet et des pommes de terre dans le but de reproduire un goût du Sichuan.

## Épices
Pour aromatiser les plats, le cumin, le poivre rouge ou noir, le sel et parfois les raisins et la graisse animale sont communs dans la cuisine ouïghoure.

## Boissons
Parmi les boissons, on compte le thé noir chinois, le kvas (格瓦斯, gé wǎsī, قْ وَصِ, квасс; boisson non alcoolisée à base de miel) et d'autres boissons en bouteille disponibles dans d'autres régions de Chine. Une autre boisson courante est la bière noire du Xinjiang produite localement. Du raisin est cultivé dans la région du Xinjiang, utilisé pour la production de vin et d'autres produits du raisin. À Tourfan, le vin représente une part importante de l'économie locale et est connu depuis la dynastie Tang. Le vin, appelé museles, est couramment fabriqué et utilisé par les habitants et est également produit commercialement pour l'exportation en dehors de la région.

## Desserts
Bien qu'elle soit différente de la pâte phyllo du Moyen-Orient faite de baklava, la même appellation est utilisée pour le gâteau aux noix ouïghour,. Dattes, raisins secs, noix et sirops sont les ingrédients du gâteau aux noix.

## Fruits secs
Les Ouïghours ont une grande culture d'une multitude de fruits secs dans leur alimentation. On peut trouver tout au tour de la Chine des vendeurs ouïghours de fruits secs.